# Felix Leiter
Felix Leiter är James Bonds fiktive amerikanske motsvarighet i CIA och Bonds närmaste vän. Leiter förekommer i ett halvdussin av Ian Flemings Bondböcker och tio av de officiella Bondfilmerna, samt i den inofficiella Never Say Never Again.

## Filmernas Felix Leiter
Trots att Felix Leiter är med i hela tio filmer (elva med inofficiella Never Say Never Again) har han aldrig varit i närheten av att uppnå samma kändisskap som Q, M och även Bondskurkar som till exempel Ernst Stavro Blofeld. Många menar det beror på att så många olika skådespelare har gestaltat honom.
- I Agent 007 med rätt att döda (1962) spelades Felix Leiter av Jack Lord.
- I Goldfinger (1964) spelades Felix Leiter av Cec Linder.
- I Åskbollen (1965) spelades Felix Leiter av Rik Van Nutter.
- I Diamantfeber (1971) spelades Felix Leiter av Norman Burton.
- I Leva och låta dö (1973) spelades Felix Leiter av David Hedison.
- I Never Say Never Again, inofficiell Bond-film, (1983) spelades Felix Leiter av Bernie Casey.
- I Iskallt uppdrag (1987) spelades Felix Leiter av John Terry
- I Tid för hämnd (1989) spelades Felix Leiter av David Hedison, igen.
- I Casino Royale (2006) spelades Felix Leiter av Jeffrey Wright.
- I Quantum of Solace (2008) spelades Felix Leiter på nytt av Jeffrey Wright.
- I No Time to Die (2020) spelades Felix Leiter för tredje gången av Jeffrey Wright.

De allra flesta Bondfans räknade med att Tid för hämnd (1989) skulle bli den sista Bondfilmen där Leiter deltog. Då hade han bytt arbetsgivare och jobbade istället för USA:s federala narkotikapolis DEA. I den filmen förlorade han ena benet efter att skurken Franz Sanchez givit order om att först döda hans fru och sedan slänga Leiter i en bassäng med hajar. (I böckernas värld råkade han ut för samma sak i boken Leva och låta dö, där han dessutom miste ena armen.) Bond beslutade sig för att hämnas och gav sig ut på en privat vendetta. I Casino Royale (2006), som är en nystart på hela Bondserien, deltog han emellertid igen. Eftersom böckerna och de olika serierna av filmer inte alltid följer samma tidslinje har karaktären således fått nya chanser att komma tillbaka.

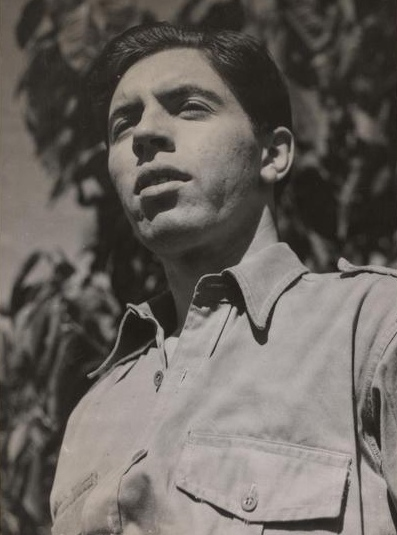
Michael Pate spelade Felix Leiter i Casino Royale från 1954.
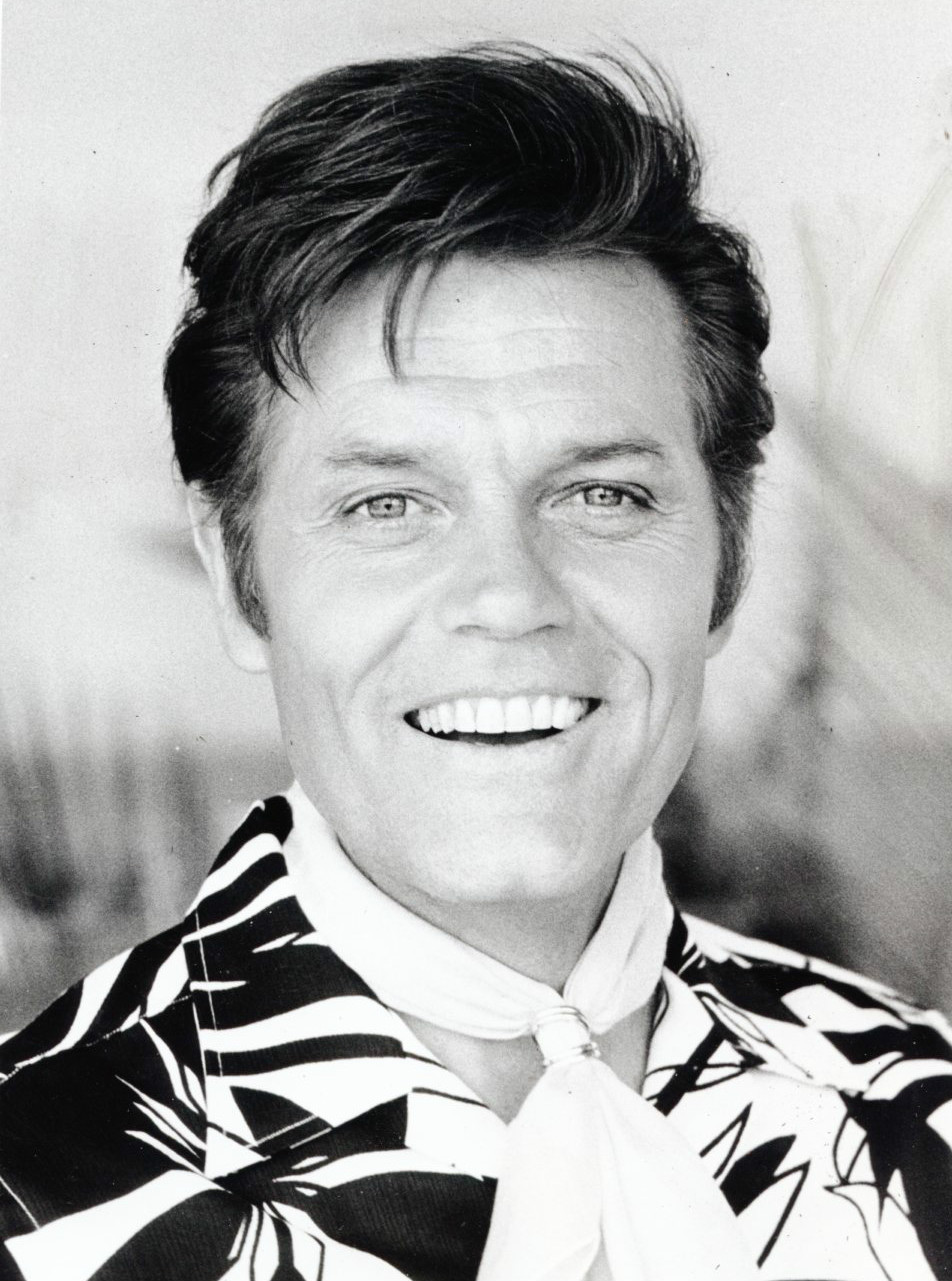
Jack Lord spelade Felix Leiter i Agent 007 med rätt att döda.
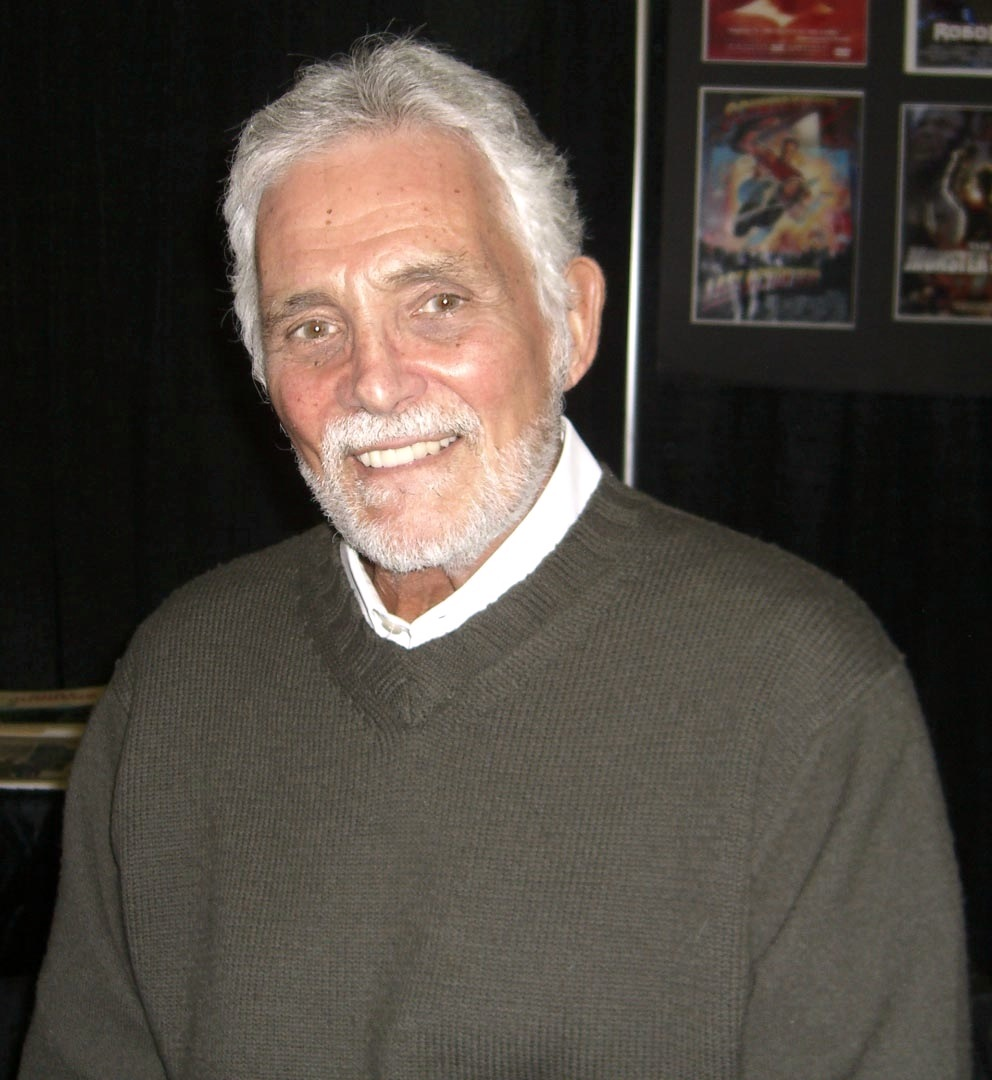
David Hedison spelade Felix Leiter i Leva och låta dö och Tid för hämnd.
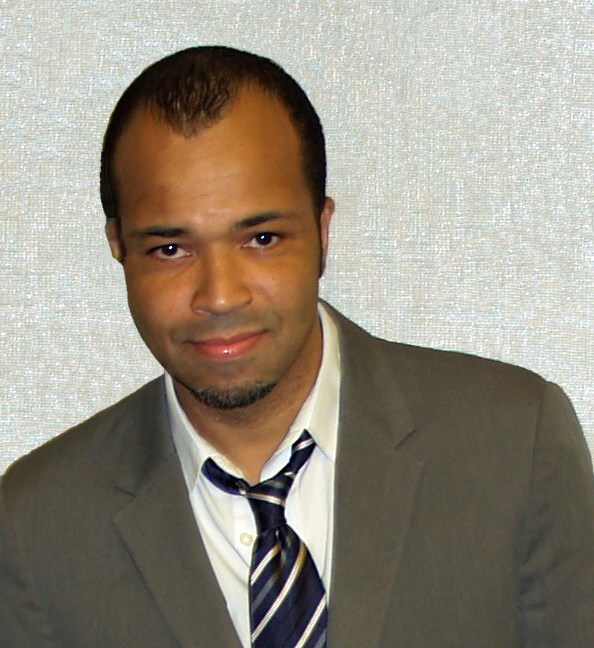
Jeffrey Wright spelade Felix Leiter i Casino Royale från 2006 Quantum of Solace och No Time to Die.

## Kuriosa[1]
- Det finns endast två skådespelare som har spelat Felix Leiter mer än en gång, David Hedison och Jeffrey Wright, den sistnämnde är den ende som spelat Felix Leiter tre gånger.
- I Never Say Never Again är Leiter för första gången afro-amerikan, efter ett förslag av Sean Connery.
- I TV-filmen "Casino Royale" från 1954, där Bond är amerikan, är Leiter engelsman och har förnamnet Clarence. Då spelades han av Michael Pate.

## Citat
Så här står det i Casino Royale om Felix Leiter. "Felix Leiter var omkring trettiofem år. Han var lång och mager och knotig och hans lätta, barkbruna kostym hängde löst från axlarna ungefär som på Frank Sinatra. Hans tal och rörelser var sävliga, men man hade en känsla av att det fanns en betydande reserv av fart och styrka i honom och att han nog kunde vara både hård och hänsynslös när det gällde."

## Datorspel
I datorspelet 007 Legends från 2012 spelas Leiter av kanadensisk-amerikanske skådespelaren Demetri Goritsas med sin röst och utseende.

## Andra CIA-agenter
Även andra CIA-agenter har dykt upp i James Bond-filmerna:
- Holly Goodhead i Moonraker (1979) spelad av Lois Chiles.
- Chuck Lee i Levande måltavla (1985) spelad av David Yip.
- Jack Wade i GoldenEye (1995) och Tomorrow Never Dies (1997) spelad av Joe Don Baker.

## Andra agenter
- Damian Falco, chef för NSA, i Die Another Day (2002) spelad av Michael Madsen.